# Tapis du Lorestan
 (juillet 2016).
Le tapis du Lorestan est un type de tapis persan.

## Description
Comme tous les tapis nomades, les tapis du Lorestan ont des décors géométriques assez simples. Le plus courant est celui de trois losanges se succédant au centre sur toute la longueur du champ intérieur. Le reste du champ est garni de branches fleuries stylisées alternant avec de grandes rosaces. Le décor est souvent complété par quatre écoincons (coins) triangulaires. Parfois, un grand arbre de vie recouvre tout le fond du tapis, flanqué de deux arbres plus petits, symboles de la continuité de la vie.
Les bordures des tapis sont très simples, à trois bandes, une centrale et deux latérales, reprenant les motifs du champ.
Les couleurs sont assez vives : rouge et bleu pour le champ, jaune, blanc et bleu ciel pour les motifs.